# Demi Vollering
Demi Vollering (ur. 15 listopada 1996 w Pijnacker) – holenderska kolarka szosowa.

## Osiągnięcia
Opracowano na podstawie:

2019
- 3. miejsce w Liège-Bastogne-Liège Femmes
- 2. miejsce w Festival Elsy Jacobs
  - 1. miejsce w prologu
- 1. miejsce w Giro dell’Emilia

2020
- 3. miejsce w Setmana Ciclista Valenciana
- 3. miejsce w La Course by Le Tour de France
- 3. miejsce w La Flèche Wallonne Féminine

2021
- 2. miejsce w Brabantse Pijl
- 2. miejsce w Amstel Gold Race
- 1. miejsce w Liège-Bastogne-Liège Femmes
- 2. miejsce w Emakumeen Nafarroako Klasikoa
- 3. miejsce w Vuelta a Burgos
- 1. miejsce w La Course by Le Tour de France
- 3. miejsce w Giro Rosa
- 1. miejsce w The Women’s Tour
  - 1. miejsce na 3. etapie

2022
- 2. miejsce w Omloop Het Nieuwsblad
- 2. miejsce w Amstel Gold Race
- 1. miejsce w Brabantse Pijl
- 3. miejsce w La Flèche Wallonne Féminine
- 3. miejsce w Liège-Bastogne-Liège Femmes
- 1. miejsce w Itzulia Women
  - 1. miejsce w klasyfikacji punktowej
  - 1. miejsce na 1., 2. i 3. etapie
- 3. miejsce w Vuelta a Burgos
  - 1. miejsce w klasyfikacji górskiej
  - 1. miejsce na 4. etapie
- 2. miejsce w Tour de France Femmes
  - 1. miejsce w klasyfikacji górskiej

2023
- 1. miejsce w Strade Bianche Donne
- 1. miejsce w Dwars door Vlaanderen
- 2. miejsce w Ronde van Vlaanderen voor Vrouwen
- 1. miejsce w Brabantse Pijl
- 1. miejsce w Amstel Gold Race
- 1. miejsce w Liège-Bastogne-Liège Femmes
- 2. miejsce w La Vuelta Femenina
  - 1. miejsce na 5. oraz 7. etapie
- 1. miejsce w La Flèche Wallonne Féminine
- 2. miejsce w Itzulia Women
  - 1. miejsce w klasyfikacji górskiej
  - 1. miejsce na 1. oraz 2. etapie
- 1. miejsce w Vuelta a Burgos
  - 1. miejsce w klasyfikacji górskiej
  - 1. miejsce na 2. oraz 4. etapie
- 2. miejsce w Tour de Suisse
- 1. miejsce w Tour de France Femmes
  - 1. miejsce na 7. etapie
- 1. miejsce w Tour de Romandie Féminin
  - 1. miejsce na 2. etapie

2024
- 3. miejsce w Strade Bianche Donne
- 2. miejsce w Brabantse Pijl
- 2. miejsce w La Flèche Wallonne Féminine
- 3. miejsce w Liège-Bastogne-Liège Femmes
- 1. miejsce w La Vuelta Femenina
  - 1. miejsce w klasyfikacji górskiej
  - 1. miejsce na 5. oraz 8. etapie
- 1. miejsce w Itzulia Women
  - 1. miejsce w klasyfikacji górskiej i punktowej
  - 1. miejsce na 3. etapie
- 1. miejsce w Vuelta a Burgos
  - 1. miejsce w klasyfikacji górskiej i punktowej
  - 1. miejsce na 2. oraz 4. etapie
- 1. miejsce w Tour de Suisse
  - 1. miejsce w klasyfikacji punktowej
  - 1. miejsce na 1., 2. oraz 4. etapie
- 2. miejsce w Tour de France Femmes
  - 1. miejsce na 3. oraz 8. etapie
- 2. miejsce w mistrzostwach świata (jazda indywidualna na czas)

## Rankingi
| Rok            | 2018 | 2019 | 2020 | 2021 | 2022 | 2023 | 2024 |
| -------------- | ---- | ---- | ---- | ---- | ---- | ---- | ---- |
| Ranking UCI    | 329. | 21.  | 15.  | 4.   | 5.   | 1.   | 2.   |
| UCI World Tour | -    | 14.  | 8.   | 2.   | 3.   | 1.   | 2.   |
|                |      |      |      |      |      |      |      |
| Źródło: UCI    |      |      |      |      |      |      |      |